# Choeromorpha albovaria
Choeromorpha albovaria là một loài bọ cánh cứng trong họ Cerambycidae.